# Битва при Хире
Город Хира, широко известный своими размерами и богатствами, был столицей Сасанидского Ирака. Соответственно его жители патрулировали пустыню от имени государства Сасанидов. Согласно византийскому историку Прокопию Кесарийскому, халиф Абу Бакр послал Халиду ибн Валиду письмо со словами: «завоевание Хиры и Куфы поручаю Вам».
В мае 633 года арабы под предводительством Халида ибн Валида напали на оборонительные укрепления города. Защитники Хиры использовали против мусульман огненные снаряды. Битва была короткой и вскоре граждане города были побеждены и принесли подарки Халиду ибн Валиду в знак покорности. Впоследствии пять замков в городе, которые были красиво украшены, попали в руки мусульман, и жители города согласились сдаться и платить дань. Население города также согласилось действовать как шпионы против Сасанидов, так же, как и жители ранее захваченного Уллаиса.